# Кызбай
Кызбай (каз. Қызбай) — упразднённое село в Аксуатском районе Абайской области Казахстана. Входило в состав Кокжиринского сельского округа. Код КАТО — 635845300. Исключено из учётных данных в 2024 году.

## Население
В 1999 году население села составляло 204 человека (99 мужчин и 105 женщин). По данным переписи 2009 года, в селе проживали 243 человека (140 мужчин и 103 женщины).